# Hilaria semplei
Hilaria semplei är en gräsart som beskrevs av Sohns. Hilaria semplei ingår i släktet Hilaria och familjen gräs. Inga underarter finns listade i Catalogue of Life.